# The Debt (película de 2011)
The Debt (titulada en castellano La deuda en España y Al filo de la mentira en Hispanoamérica) es una película dramática y de suspense estrenada el 31 de agosto de 2011 en Estados Unidos, el 8 de septiembre en España y el 8 de diciembre en Argentina. Protagonizada por Helen Mirren, Sam Worthington, Jessica Chastain, Ciarán Hinds, Tom Wilkinson, Marton Csokas y Jesper Christensen. Dirigida por John Madden. Basada en la película israelí de título homónimo estrenada en 2007.

## Argumento
En 1997, dos veteranos agentes del Mossad ya retirados, Rachel Singer (Helen Mirren) y Stephan Gold (Tom Wilkinson), reciben una misteriosa y sorprendente noticia sobre un antiguo compañero, David Peretz (Ciarán Hinds). Todos ellos se convirtieron en figuras respetadas en Israel gracias a una misión que realizaron años atrás.
Se verán obligados a retroceder en el tiempo y recordar dicha misión, realizada en 1965 y 1966, cuando unos jóvenes Rachel Singer (Jessica Chastain), David Petretz (Sam Worthington) y Stephan Gold (Marton Csokas), localizaron en Berlín al peligroso criminal nazi Dieter Vogel (Jesper Christensen), apodado por su terrible trabajo como el «cirujano de Birkenau». Durante la misión, Rachel tuvo que obviar una fuerte atracción sentimental mientras servía de cebo en la misión, cuyo fin era detener a Vogel.
Sin embargo, el equipo arriesgó mucho y pagó un precio muy alto por conseguir el éxito de la misión, pero numerosas revelaciones saldrán a la luz y Rachel no tendrá más remedio que tomar una decisión y ocuparse ella misma del asunto para tratar de solucionarlo y ocultar la verdad.

## Reparto
- Helen Mirren como Rachel Singer.

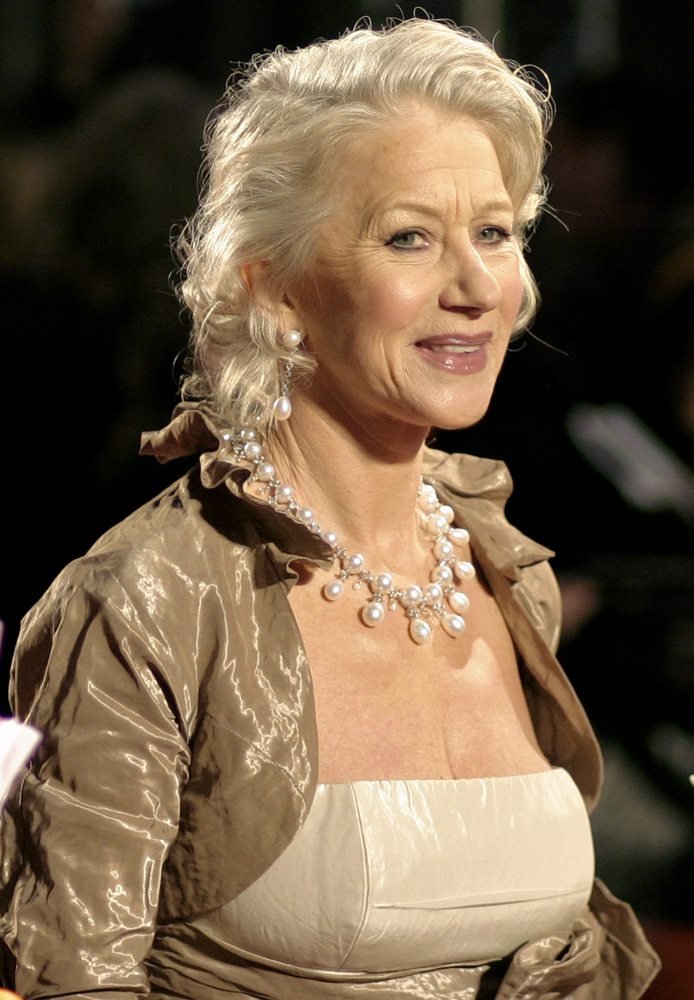
La actriz británica Helen Mirren como Rachel Singer.

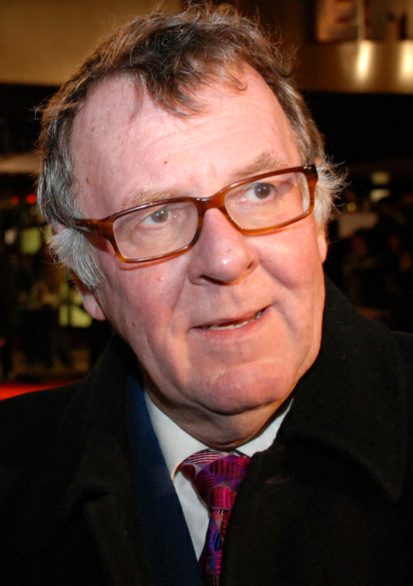
El actor británico Tom Wilkinson como Stephan Gold.

- Jessica Chastain como Rachel Singer (de joven).
- Sam Worthington como David Peretz (de joven).
- Jesper Christensen como el doctor Dieter Vogel.
- Marton Csokas como Stephan Gold (de joven).
- Ciarán Hinds como David Peretz.
- Tom Wilkinson como Stephan Gold.

## Producción
Se empezó a rodar en febrero de 2009. Se rodó en Londres, Reino Unido; Tel Aviv, Israel; y Budapest, Hungría.

## Recepción

### Respuesta crítica
Según la página de Internet Rotten Tomatoes obtuvo un 76% de comentarios positivos, llegando a la siguiente conclusión: «Su narrativa temporal hace que te distraigas de la función, pero en última instancia The Debt es una película inteligente y bien interpretada en un género que podría aprender más de esta cinta». Roger Ebert escribió que «la arquitectura de The Debt tiene un fallo desafortunado. Las versiones más jóvenes de los personajes tienen escenas que son intrínsecamente más emocionantes, pero los actores que interpretan a las versiones mayores son más interesantes». A. O. Scott señaló que el film «demuestra, con quizás más energía que nitidez, las complicaciones éticas y psicológicas que pueden esconderse detrás de una historia de simple heroísmo». Según la página de Internet Metacritic obtuvo críticas positivas, con un 65%, basado en 37 comentarios de los cuales 27 son positivos.

### Taquilla
Estrenada en 2011 cines estadounidenses debutó en segunda posición con 10 millones de dólares, con una media por sala de 5.427 dólares, por delante de Apollo 18 y por detrás de The help. En Estados Unidos recaudó 31 millones. Sumando las recaudaciones internacionales, la cifra asciende a 45 millones. El presupuesto estimado invertido en la producción fue de 20 millones.